# GNOME Recettes
GNOME Recettes est une application de gestion de recettes pour GNOME. Elle est développée par Matthias Clasen, qui est connu notamment pour ses travaux sur GTK + et le support de Wayland pour GNOME. Elle remplace l'application Gourmet Recipe Manager.
L'application fonctionne avec une base de données de recettes, construite à l'aide de contributions de développeurs et d'utilisateurs.

## Fonctionnalités
- Démarrer la cuisson : instructions pas à pas en plein écran, avec chronomètre pour le temps de cuisson
- Liste de courses
- Classification des recettes par culture du monde (ex : américaine, chinoise, indienne, du Moyen-Orient, etc.)
- Classification des recettes en fonction d'événements spéciaux (ex : Noël) [4]